# Büromaschinenmechaniker
Büromaschinenmechaniker war ein Handwerksberuf. Der Büromaschinenmechaniker reparierte, wartete angefangen von der klassischen Schreibmaschine auch Rechenmaschinen, Kopiergeräte, Diktiergeräte, Buchungsmaschinen und sämtliche mechanische Utensilien, die in einem Büro Verwendung finden, bis hin zu Büromöbeln.
Er übte diesen Beruf ebenso im Bereich der Datenverarbeitung, der Lochkartentechnik aus. Es gab in dem Bereich keine vergleichbare Berufsausbildung.

## Der Beruf
1808 soll die erste Schreibmaschine vom Italiener Pellegrino Turri di Castelnuovo gebaut worden sein. Der augenfälligste Vorteil der Schreibmaschine war, dass für einen Buchstaben bereits ein Tastendruck genügte, während bei der Feder durchschnittlich fünf Striche gezogen werden mussten. 1897 ließ die preußische Regierung Maschinenbriefe an Behörden zu. Von 1938 bis 1964 existierte der Ausbildungsberuf Büro-, Näh-, Sprechmaschinen- und Fahrradmechaniker, aus dem dann dieser hervorging. 1999 wurde die Lehre zum Büromaschinenmechaniker durch den Lehrberuf Informationselektroniker Bürosystemtechnik abgelöst.
Als Büromaschinenmechaniker verwendete er bei seiner Arbeit einen Werkzeugkasten, Bürste und Stopfnadel.
Der Beruf des Büromaschinenmechanikers verschwand in Deutschland 1999; die Schreibmaschinen wurden durch Computer und Drucker ersetzt.

## Situation in Deutschland
Der Beruf wurde erstmals 1934 aufgeführt.

### Bundesrepublik Deutschland
Die Ausbildung wurde 1957 anerkannt.

#### Büroinformationselektroniker
Berufsbezeichnung seit 1987
• Büromaschinenmechaniker Der Beruf wurde abgelöst vom Büroinformationselektroniker, als immer weniger reine Mechanik und immer mehr Elektronik in Büromaschinen verwendet wurde.

#### Informationselektroniker
Berufsbezeichnung seit 1999
• Informationselektroniker

#### Fachinformatiker
heute gerne Fachinformatiker, z. B. Systemintegration, im Gegensatz zu oben eine Industrie- und Handelskammer-Prüfung, vorher eine Handwerkskammer-Prüfung

### Deutsche Demokratische Republik
Vergleichbare frühere DDR-Berufe:

#### Wartungsmechaniker
oder Mechaniker für Datenverarbeitungs- und Büromaschinen

## Situation in Österreich
In Österreich war Büromaschinenmechaniker bis 1998 ein anerkannter Lehrberuf. Durch die Verordnung des Wirtschaftsministers BGBl. II 263/1997 wurde der Lehrberuf Büromaschinenmechaniker aufgehoben und durch den Lehrberuf „Kommunikationstechniker – Bürokommunikation“ ersetzt.